# Кальс, Эрнст
Эрнст Кальс (нем. Ernst Kals; 2 августа 1905, Глаухау, Саксония — 2 ноября 1979, Эмден) — немецкий офицер-подводник, капитан 1-го ранга (1 сентября 1944 года).

## Биография
1 апреля 1925 года поступил на флот кадетом. 1 октября 1928 года произведен в лейтенанты. Служил на миноносцах и легких крейсерах

## Вторая мировая война
В октябре 1940 года переведен в подводный флот. Совершил 1 поход на подлодке U-37.
11 июня 1941 года назначен командиром подлодки U-130, на которой совершил 5 походов (проведя в море в общей сложности 286 суток). Участвовал в операции «Драмбеат» у берегов США. Действуя в Карибском море, Кальс атаковал (в надводном положении) нефтеналивную станцию в Балленбее (остров Кюрасао).
1 сентября 1942 года награждён Рыцарским крестом Железного креста.
12 ноября 1942 года Кальс атаковал хорошо охраняемый конвой UGF-1, направлявшийся в Марокко. В течение 5 минут Кальс потопил 3 крупных транспорта общим водоизмещением 34 507 брт.
1 января 1943 года Кальс назначен командиром 2-й флотилии подводных лодок, дислоцированной во Франции. В мае 1945 года сдался французским войскам. В январе 1948 года освобожден.
Всего за время военных действий Кальс потопил 20 судов общим водоизмещением 145 656 брт и повредил 1 судно водоизмещением 6986 брт.

## Награды
- Железный крест 2-го класса (18 декабря 1939)
- Железный крест 1-го класса (18 декабря 1941)
- Нагрудный знак подводника (18 декабря 1941)
- Рыцарский крест Железного креста (1 сентября 1942)
- Крест «За военные заслуги» 2-го класса с мечами (30 января 1944)